# Phyllorachideae
Tribu
Les Phyllorachideae sont une tribu de plantes monocotylédones de la famille des Poaceae, sous-famille des Oryzoideae, originaire d'Afrique et de Madagascar.
Cette tribu comprend deux genres : Humbertochloa A. Camus & Stapf (1934) et Phyllorachis Trimen (1879).